# Giovanni Raffaele
Pour les articles homonymes, voir Raffaele.
Giovanni Raffaele (Naso, 24 juin 1804 - Palerme, 5 octobre 1882) est un patriote et homme politique italien.

## Biographie

### Partisan de l'autonomie de la Sicile
Né de Gaetano Raffaele et Rosaria Ioppolo, Giovanni Raffaele obtient son diplôme de médecine à l'université de Palerme, puis se spécialise en obstétrique à Salerne. Il s'installe comme médecin à Naples en 1828 et y fait paraître une étude sur le choléra en 1837, et un traité sur les accouchements en deux volumes (1841 et 1843).
Obstétricien reconnu à Naples, il s'engage en politique en adhérant au Comité libéral siculo-napolitain qu'il dirige, avec Carlo Poerio et Mariano D'Ayala, en vue d'organiser une insurrection dans tout le royaume et de rendre une autonomie administrative de la Sicile. Il écrit un chapitre, « La città di Napoli », du pamphlet Protesta del popolo delle Due Sicilie (Naples, 1847) de Luigi Settembrini. En 1839, il est chargé de l'impression clandestine du Catéchisme politique sicilien de Michele Amari avec l'aide du marquis Giuseppe Ruffo. 
Fuyant la répression des Bourbons, Giovanni Raffaele se rend à Tunis puis à Marseille entre juillet 1847 et février 1848, avec l'aide du prince de Scordia, et laisse à Francesco Crispi la charge de la liaison entre les libéraux des deux côtés du détroit de Messine. En France, il dénonce dans des articles parus dans le Nouvelliste de Marseille, le système liberticide du royaume des Deux-Siciles.
Lorsque la révolution sicilienne éclate en 1848, Raffaele revient à Palerme le 12 avril et participe le lendemain à la réunion chez Ruggero Settimo pour la destitution des Bourbons du trône de Sicile. Il est élu député du Parlement sicilien. Il assure les bonnes relations entre les révolutionnaires siciliens et les libéraux napolitains, sans participer activement aux événements, ce qui lui épargne l'exil lorsque l'armée napolitaine dirigée par Carlo Filangieri reprend le contrôle de l'île. Dans ses Révélations historiques de la révolution de 1848 à 1860, parues en 1883, il regrette que les révolutionnaires aient trop exigé et aient proclamé la déchéance de Ferdinand II.
Après l'échec de cette révolution, il adhère à l'idée d'une unité italienne autour de Victor-Emmanuel de Savoie, comme la plupart des exilés siciliens, parmi lesquels il reste en contact avec Michele Amari et le marquis Vincenzo Fardella de Torrearsa, mais il continue de réclamer une forte autonomie de la Sicile au sein de l'État unitaire.
Dans la presse anglaise comme le Morning Post, il médiatise les méthodes policières du régime napolitain dans des articles sur le recours régulier à la torture comme le « casque du silence », ou sur la condamnation à mort du patriote Francesco Bentivegna après un procès expéditif.

### Opposant au gouvernement piémontais
Il rencontre Giuseppe Garibaldi après le débarquement des Mille à Marsala, et facilite son entrée dans Palerme après avoir réuni le comité révolutionnaire de la ville. Il est secrétaire d'État aux travaux publics dans le gouvernement dictatorial de Giuseppe Garibaldi en Sicile, du 14 mai 1860 au 1er juin 1861. A la tête du journal L'Unità politica, il affirme ses opinions autonomistes démocrates contre le choix de l'annexion par plébiscite.
Après la victoire de l'annexion inconditionnelle lors du plébiscite, il siège au Conseil d'État extraordinaire créé sur l'île par Antonio Mordini et présidé par Gregorio Ugdulena pour proposer un statut spécial sicilien.
Avec la fin de la prodictature et l'installation à Palerme du lieutenant général Massimo Cordero de Montezemolo, adjoint de Giuseppe La Farina et Filippo Cordova, le gouvernement cherche à affaiblir le mouvement démocrate garibaldien qui est visé par une vague d'arrestation. Si Crispi parvient à s'échapper, Raffaele est incarcéré et transféré à Gênes, où il retrouve la liberté grâce à l'intervention d'Amari. Membre du parti régionaliste, il attaque la droite sur sa politique de maintien de l'ordre arbitraire. Il est de nouveau arrêté dans le cadre de l'enquête sur les poignardages d'octobre 1862 à Palerme, mais acquitté des soupçons de participation à une conspiration qui aurait allier bourbonistes, régionalistes et démocrates. Il s'agissait plutôt d'une machination du questeur de Palerme, Giovanni Bolis, pour affaiblir les oppositions et justifier leur répression.
Il retrouve la pratique de la médecine, et entre à la Chambre des députés en avril 1864 à l'occasion d'une élection partielle dans la première circonscription de Palerme. En novembre 1876, il est nommé sénateur du royaume d'Italie. Il est un membre influent de la franc-maçon. 

### Maire de Palerme
Alors que la gauche historique emporte pour la première fois les élections législatives en 1876 en étant hégémonique en Sicile, les régionalistes deviennent majoritaires au conseil municipal de Palerme lors de l'élection partielle de novembre de la même année. Francesco Paolo Perez est porté à la tête de la municipalité jusqu'en novembre 1878, date à laquelle il est remplacé par Raffaele avec l'appui du nouveau préfet Cesare Bardesono et de Perez lui-même, jusqu'en septembre 1880. 
Son âge, 75 ans lors de sa nomination, le fait hésiter à devenir maire de Palerme, dont il est doyen.
Raffaele réduit rapidement les dépenses somptuaires de la commune tout en s'engageant à achever les travaux en cours et augmente les fonds dédiés aux œuvres de bienfaisance en réponse à la pauvreté créée par la transformation rapide de la ville au cours des vingt dernières années.
Mais après les élections nationales et la défaite des régionalistes palermitains aux municipales de 1880, dont la campagne se concentre sur les critiques de son mandat municipal, Raffaele, qui rompt amicalement avec Crispi, démissionne au profit du baron Nicolò Turrisi Colonna, membre de la gauche libérale.
Raffaele se retire de la vie publique et meurt célibataire deux ans plus tard.